# GeoMS
GeoMS é um programa para modelação com geoestatística. Foi um dos primeiros softwares de geoestatística para o sistema operativo Windows e ainda é um dos poucos que dispõe de algoritmos de simulação sequencial directa. Foi criado em 1998 mas manteve actualizações até cerca de 2001. Embora já antigo continua a ser utilizado com regularidade para fins de investigação cientifíca.

## Funções
De entre as suas funções importa referir:
- Menu de análise univariada e bivariada.
- Menu de variografia.
- Menu para simulação sequencial directa.[1]